# داش ویسل‌لی
داش ویسل‌لی (ترکی آذربایجانی: Daş Veysəlli) یک منطقهٔ مسکونی در جمهوری آرتساخ است که در استان هادروت واقع شده‌است.